# Pikárdiai kék spániel
A pikárdiai kék spániel (Epagnuel Bleu de Picardie) egy francia kutyafajta.

## Történet
Kialakulása az 1800-as évekre tehető. A fajta a franciaországi Picardie környékéről származik. A pikárdiai spániel és az angol szetter kék-fehér változatának keresztezésével alakították ki. A körültekintő tenyésztés eredményeként a francia spánielek korábbi típusainál könnyebb csontozatú, magasabb, jobb szimatú kutyákat kaptak.

## Külleme
Marmagassága 56-61 centiméter, tömege 20 kilogramm. Jellegzetes, kéklőn deres színezete különbözteti meg a májbarna-cser alapszínű, fehér foltokkal és pettyekkel tarkított pikárdiai spánieltől. Mérete, testarányai és fejformája tekintetében közelebb áll a mai szetterekhez, mint a spánielekhez. Kissé a gordon szetter korai alakjára emlékeztet.

## Jelleme
Természete barátságos és értelmes. Rendkívül nagy munkabírású, gazdájához szorosan kötődő vadászkutya. 

## Képgaléria

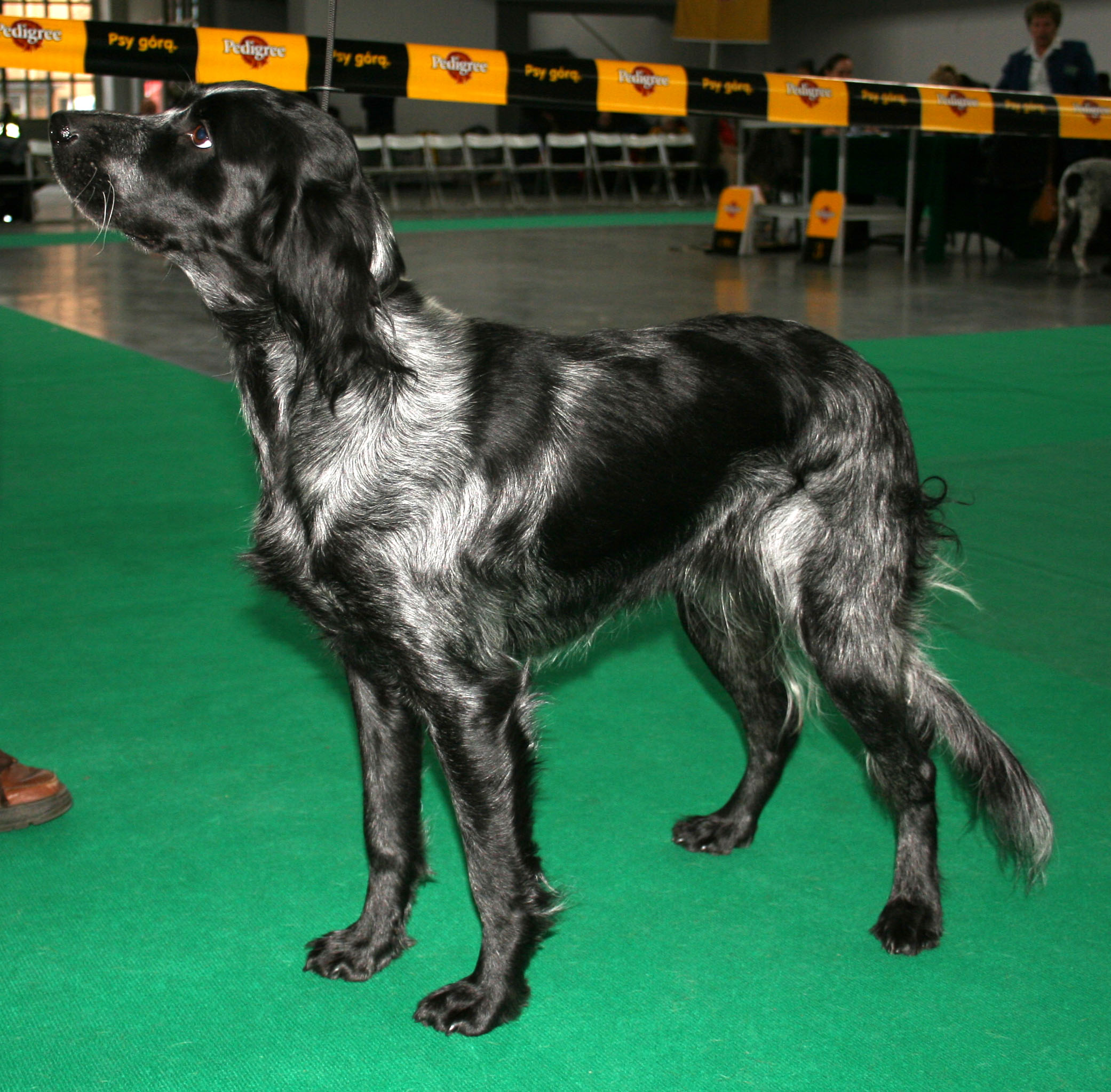